# Hôtel Grangier de Cordès
L’hôtel Grangier de Cordès est un hôtel particulier situé à Riom, en France.

## Localisation
L'hôtel particulier est situé sur la commune de Riom, 20 rue de l'Hôtel-de-ville, dans le département du Puy-de-Dôme.

## Historique
La façade sur la rue de l'hôtel de ville a été reconstruite en 1750 et terminée en 1755 par Pierre Grangier (Allègre, 1694-Orcival, 1777) qui s'était établi à Riom et s'y était acquis une grande réputation comme avocat de la sénéchaussée d'Auvergne. Pierre Grangier y est devenu conseiller-secrétaire du roi, maison et couronne de France au bureau des finances de Riom. Il a obtenu des lettres de vétérances le 22 octobre 1740. Il a fait enregistrer ses titres de noblesse le 22 janvier 1772. Pierre Grangier s'est marié le 4 décembre 1721 avec Jeanne Rigaud de La Chabanne (1700-1747). Le 19 février 1755, Pierre Grangier, alors avocat en parlement à Riom, est devenu acquéreur par licitation au Châtelet, à Paris, et au prix de 100 000 livres, de la baronnie de Cordès, la seigneurie de Vedières et de la terre d'Orcival. Son fils, François Grangier (Riom, 1722-Riom, 1783) s'est marié en 1751 avec Marie Anne Duboys de Lamothe (1724-1798), fille de François Duboys de Lamothe (1695-1763) et Perrette de Vissaguet (1703-1753). Il a eu de ce mariage Pierre Grangier de Cordès (Riom, 1752-château de Cordès, 1818) et François Grangier de Lamothe (Riom, 1757-Chamalières, 1822). Le premier s'est marié en 1779 avec Anne Henriette Pierres, d'où Louis Joseph Grangier de Cordès (Riom, 1783-1850). Le second s'est marié en 1791 avec Marguerite Mallet (née en 1764) et a laissé deux filles, Anne Grangier de Lamothe, mariée à son cousin germain, Louis Joseph Grangier de Cordès, aide de camp du Maréchal MacDonald, sans descendance, et Marie Grangier de Lamothe, mariée en 1815 à Charles Albert, comte de Wautier (1757-1843), maréchal de camp. Son fils, William de Wautier (1820-1898), héritier de sa tante, a vendu en 1876 l'hôtel à Firmin Salvy, avocat à Riom et ancien député du Cantal entre 1871 et 1876.
En plus de l'escalier à vis, on a conservé de l'édifice du XVIe siècle trois baies du rez-de-chaussée de la façade sur rue.

## Protection
Les façades et les toitures du bâtiment sur rue, y compris le belvédère, le décor intérieur de l'appartement du premier étage, y compris le salon aux gypseries représentant les quatre saisons, l'escalier menant à l'observatoire, le vestibule avec ses dessus de portes peints ont été inscrits au titre des monuments historiques le 15 janvier 1990. Le Cabinet d'astronomie a été classé au titre des monuments historiques le 15 février 1996.

## Description
Les baies du premier étage sont hautes de 9 assises de 1 pied chacune. Elles sont un peu plus hautes que celles du deuxième étage qui ne comprennent que 8 assises d'un pied, mais leurs clefs d'arc sont sculptées. Le motif de la clef centrale est différent des six autres. Les ferronneries du premier étage ont un dessin plus travaillé.
Comme plusieurs bâtiments de la ville, une terrasse servant de belvédère a été édifiée au sommet de l'hôtel. François Grangier de Cordès en a fait une annexe d'un petit salon ayant un décor évoquant la géographie et l'astronomie.